# Dragon's Lair (jeu vidéo, 1983)
Cet article concerne le jeu d'arcade sorti en 1983. Pour le jeu NES sorti en 1990, voir Dragon's Lair (jeu vidéo, 1990).
 (mai 2017).
Si vous disposez d'ouvrages ou d'articles de référence ou si vous connaissez des sites web de qualité traitant du thème abordé ici, merci de compléter l'article en donnant les références utiles à sa vérifiabilité et en les liant à la section « Notes et références ».
Dragon's Lair (littéralement La Tanière du dragon) est un jeu vidéo développé par Advanced Microcomputer Systems et édité par Cinematronics en 1983 sur borne d'arcade. C'est une fiction interactive sous forme de dessin animé rappelant ceux de Disney. Il a notamment été réalisé par Don Bluth, un ancien animateur chez Disney.
Dragon's Lair est l'un des premiers jeux à utiliser le laserdisc comme support de stockage. Ce sont des jeux d'heroic fantasy relatant tous l'aventure d'un chevalier qui part seul à l'assaut d'un immense château rempli de monstres pour libérer une princesse retenue prisonnière par un dragon géant.

## Système de jeu
Le but du jeu consiste à traverser les différentes salles du château, jusqu'à la libération de la princesse, en appuyant sur la bonne touche au bon moment. Il s'agit là de la toute première utilisation du principe du QTE dans un jeu vidéo. Cependant, le temps de réaction est extrêmement court, et le jeu n'indique que rarement quand et sur quelle touche il faut appuyer.
Le joueur dispose de 5 vies et d'un certain nombre de continues. Lorsqu'il perd une vie, il est renvoyé au début de l'écran. Lorsqu'il n'a plus de vie, il est ramené plusieurs écrans en arrière, voire au début du jeu.
Ainsi, Dragon's Lair est un jeu type die and retry très difficile, car il y a près de 50 écrans différents, et plusieurs possibilités par écran, mais une seule qui permet d'avancer, les autres conduisant à la mort du joueur.

## Développement
Dragon's Lair a été créé à partir d'un concept de Rick Dyer, président de Advanced Microcomputer Systems. Une équipe de concepteurs de jeu ont créé les personnages et les décors, puis ont chorégraphié les mouvements de Dirk lors de ses rencontres avec les monstres et les obstacles existant dans le château. Le département d'art de AMS a ensuite créé des story-boards pour chaque épisode qui ont servi de guide pour l'animation finale.
Le jeu a été animé par Don Bluth, animateur vétéran des studios Disney. Le développement a été réalisé pour un budget raisonnable de 1 million de dollars US et a demandé sept mois de travail. Comme le studio par ses faibles moyens ne pouvait pas payer un modèle, les animateurs ont utilisé des photos du magazine Playboy pour réaliser notamment le personnage de la princesse Daphne. Les animateurs ont également utilisé leurs propres voix pour se passer des services d'acteurs pour les doublages et pour ainsi réduire des coûts.

## Versions

### Version laserdisc
Les lecteurs originaux de laserdisc fourni avec le jeu (Pioneer LD-V1000 ou PR-7820) ont souvent dysfonctionné sous la contrainte imposée par le jeu (le lecteur saute certaines pistes qui devraient être jouées après l'action du joueur). Le lecteur lui-même était de bonne qualité, mais n'était simplement pas prévu pour subir les contraintes imposées par le jeu. Le fait que le jeu fut populaire et joué pendant de longues périodes sans interruption n'a pas aidé dans ce sens. Par conséquent, le lecteur de laserdisc a souvent dû être réparé ou remplacé.
Il est rare de trouver le jeu original Dragon's Lair avec le lecteur original en parfait état. Un kit est disponible pour permettre de remplacer le lecteur Pioneer plutôt fragile par un lecteur de laserdisc moderne de la série Sony LDP.

### Portages
Édition simple :
- 1986 : Amstrad CPC, Commodore 64, ZX Spectrum (Software Projects)
- 1989 : Amiga, DOS (Sullivan Bluth Interactive Media)
- 1989 : Nintendo Entertainment System  (Elite Systems)
- 1990 : Atari ST (Ready Soft, 4 disquettes)
- 1993 : 3DO , CD-i, DOS , Jaguar CD , Mega-CD (ReadySoft),  Super Nintendo (Elite Systems)
- 1994 : Macintosh
- 2000 : Windows (DVD-Rom) (Digital Leisure)
- 2000 : Game Boy Color (Digital Eclipse - Capcom)
- 2005 : Téléphone portable
- 2007 : Lecteurs Blu-ray et HD DVD (PlayStation 3 et Xbox 360) (Digital Leisure)
- 2009 : iPhone et iPod Touch
- 2010 : Nintendo DSi, iPad (version HD)
- 2012 : Xbox 360 (compatible Kinect)
- 2013 : Android  (Digital Leisure)
- 2022 : Apple IIgs

Compilation :

Les compilations suivantes comprennent Dragon's lair, Dragon's Lair II: TimeWarp et Space Ace.
- 2001 : Windows - La trilogía Dragon's Lair
- 2003 : Windows - Dragon's Lair 20th Anniversary Special Edition (coffret 4 CD)

Format :

Dragon's Lair a été édité dans la plupart des formats des années 1980, 1990 et 2000 : Laserdisc, Disquette, Cartouche, CD-ROM, DVD-ROM, Blu-ray, HD DVD
Version Blu-ray

Édité par Digital Leisure en avril 2007 aux États-Unis, la version Blu-ray de Dragon's Lair propose des graphismes haute définition en 1080p et une bande-son 5.1. Elle est compatible avec tous les lecteurs de salon du marché et notamment la PlayStation 3. L'éditeur a annoncé que d'autres productions Don Bluth seraient rééditées sur ce support, notamment Dragon's Lair II: Time Warp et Space Ace.
Version HD-DVD :

Digital Leisure a par ailleurs annoncé en juillet 2007 qu'une version HD-DVD du jeu interactif sortirait également, avec les mêmes caractéristiques que la version Blu-ray, et serait compatible avec le lecteur HD-DVD de la Xbox 360.

## Accueil
Le jeu est l'une des entrées de l'ouvrage Les 1001 jeux vidéo auxquels il faut avoir joué dans sa vie.